# Villa Mosselman

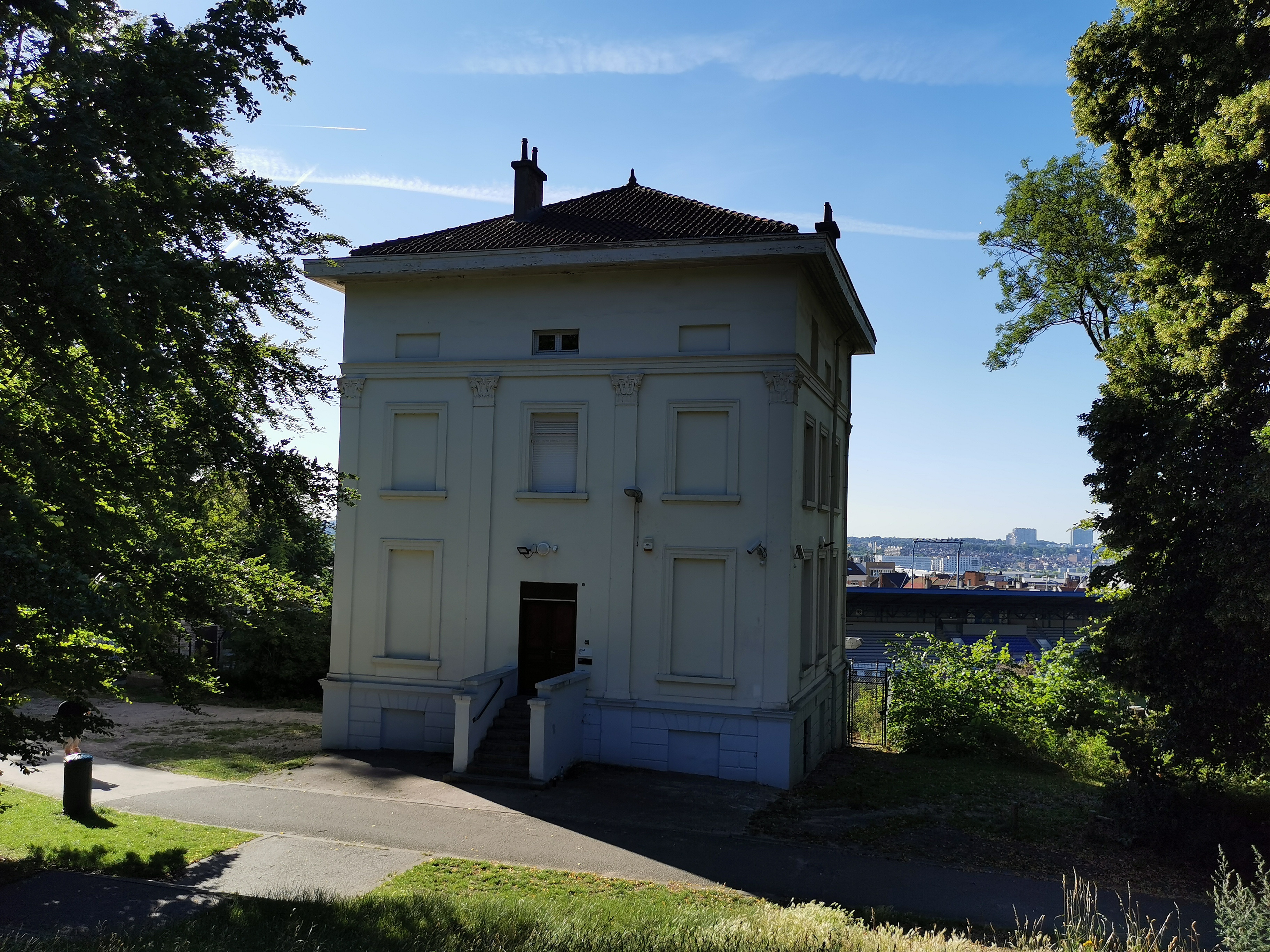
Voorgevel

De Villa Mosselman is een neoklassiek landhuis in het Dudenpark in Vorst. Het werd gebouwd in de jaren 1830 in palladiaanse stijl door Eduard Mosselman, eigenaar van wat toen nog het Kruysbosch heette of ook wel Bois Mosselman. Na de verkoop door de erfgenamen in 1869 aan Wilhelm Duden deed het gebouw dienst als schuilplaats voor werkmannen, remise, stal en kippenhok. Tegenwoordig wordt het gebouw gebruikt door de filmschool NARAFI. In 1973 werd het beschermd.